# Пам'ятник спаленому селу
Біля в'їзду в село Словечне (Овруцький район Житомирської області, Україна) встановлено «Меморіал спаленим селам». Пам'ятник встановлено на згадку про жителів села, які загинули від рук фашистів у 1942—1943 роках.
Район Словечно був одним із центрів партизанського Полісся. Тут, у непрохідних лісах, діяли партизанські загони (О. М. Сабурова, Т. Л. Гришана та ін.) і підпільні організації. 4 грудня 1942 р. народні захисники знищили в Словечно фашистський гарнізон, захопили багато зброї і боєприпасів, на партизанські бази звезли хліб, велику рогату худобу, підготовлені для відправки до Німеччини. Покаранням у відповідь на дії партизан фашисти обернули 13 сіл на попіл, а ті мешканці, що не встигли сховатися в лісі, були спалені живцем.
Пам'ятник було встановлено 1980 року, його авторами є скульптор Йосип Табачник, архітектор Павло Бірюк.
Монумент виконано з рожевого граніту, на ньому зображена мати, що підтримує сина, який втрачає сили. Показано момент між життям і смертю, момент людської трагедії, непоправного лиха, яке прийшло на цю багатостраждальну землю.
Полірована поверхня постаменту з написом зроблена у вигляді полум'я, що лине вгору .